# Lista de títulos e prémios recebidos por Cristiano Ronaldo
Esta é uma lista de títulos e prémios recebidos por Cristiano Ronaldo, futebolista português que atualmente integra o clube árabe Al-Nassr. O futebolista atua como centroavante e como ponta-esquerda.

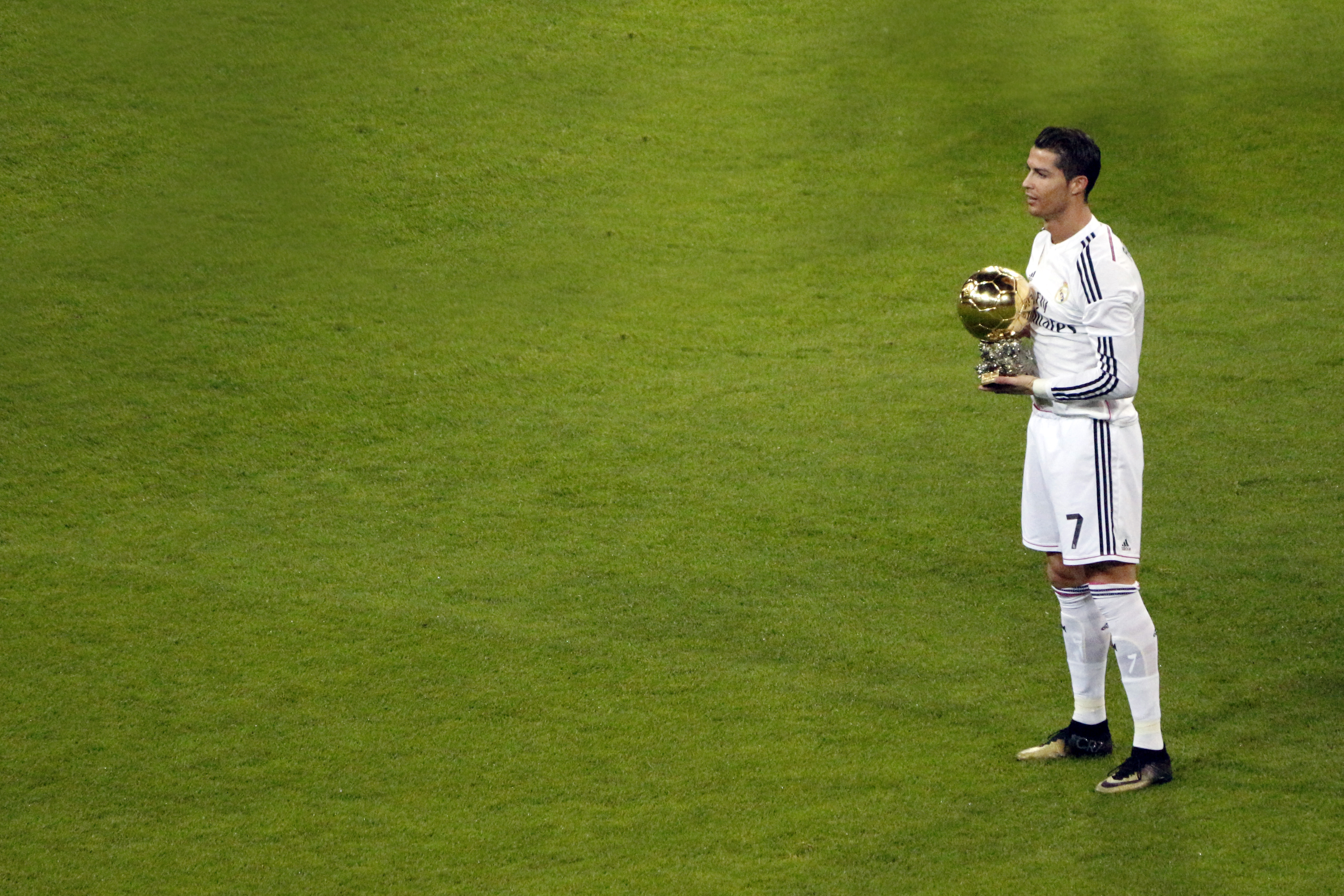
Cristiano Ronaldo com a Bola de Ouro de 2014 diante da torcida no Santiago Bernabéu.

## Títulos
Sporting
- Supertaça de Portugal: 2002[1]

Manchester United

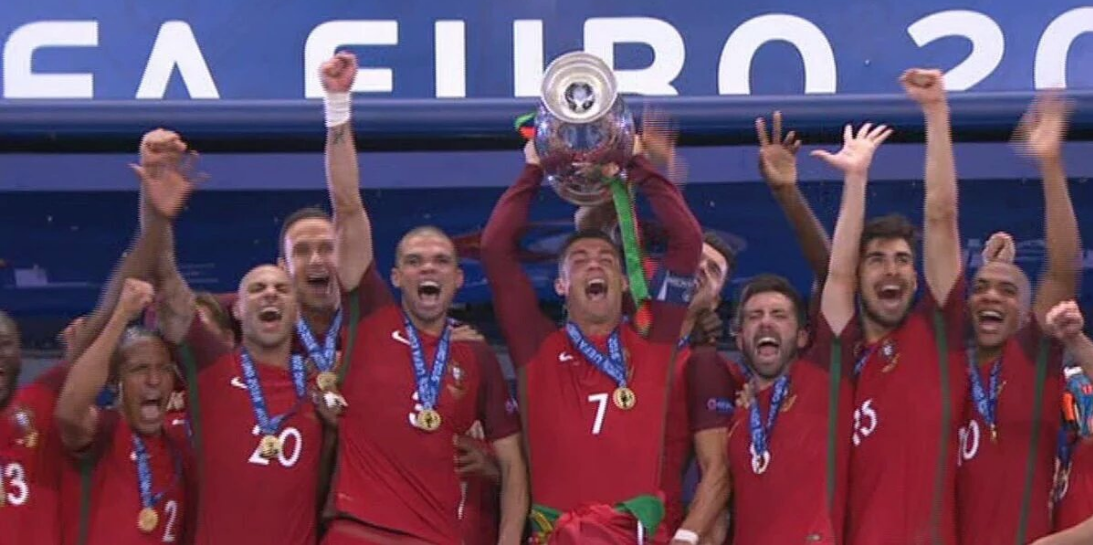
Cristiano Ronaldo com o elenco da Seleção Portuguesa erguendo a taça do Campeonato Europeu de 2016.

- Campeonato do Mundo de Clubes da FIFA: 2008
- Liga dos Campeões da UEFA: 2007–08
- Campeonato Inglês: 2006–07, 2007–08, 2008–09
- Taça da Inglaterra: 2003–04
- Taça da Liga Inglesa: 2005–06, 2008–09
- Supertaça da Inglaterra: 2007, 2008

Real Madrid
- Campeonato do Mundo de Clubes da FIFA: 2014, 2016, 2017
- Liga dos Campeões da UEFA: 2013–14, 2015–16, 2016–17, 2017–18
- Supertaça da UEFA: 2014, 2016, 2017
- Campeonato Espanhol: 2011–12, 2016–17
- Taça do Rei: 2010–11, 2013–14
- Supertaça da Espanha: 2012, 2017

Juventus
- Campeonato Italiano: 2018–19, 2019–20
- Supertaça da Itália: 2018, 2020
- Coppa Italia: 2020–21

Al-Nassr
- Copa dos Campeões Árabes: 2023

Seleção Portuguesa
- Campeonato Europeu: 2016
- Liga das Nações da UEFA: 2018–19 e 2024-25

Portugal sub-21
- Torneio Internacional de Toulon: 2003[2]

## Campanhas

#### Sporting
• 3.ª Colocação - Primeira Liga: 2002–03

#### Manchester United
• 3.ª colocação - Premier League: 2003-04
• Vice-Campeão - Copa da Inglaterra: 2004–05
• Vice-Campeão - Premier League: 2004-05
• Vice-Campeão - Premier League: 2005-06
• Vice-Campeão - Copa da Inglaterra: 2006-07
• 3.ª Colocação - Liga dos Campeões da UEFA: 2006-07
• Vice-Campeão - Liga dos Campeões da UEFA: 2008–09

#### Real Madrid
• Vice-Campeão - La Liga: 2009-10
• 3.ª Colocação - Liga dos Campeões da UEFA: 2010–11
• Vice-Campeão - La Liga: 2010-11
• Vice-Campeão - Supercopa da Espanha: 2011
• 4.ª Colocação - Liga dos Campeões da UEFA: 2011–12
• Vice-Campeão - Copa do Rei: 2012–13
• 4.ª Colocação - Liga dos Campeões da UEFA: 2012–13
• Vice-Campeão - La Liga: 2012-13
• Vice-Campeão - Supercopa da Espanha: 2014
• 3.ª Colocação - La Liga: 2013-14
• 4.ª Colocação - Liga dos Campeões da UEFA: 2014–15
• Vice-Campeão - La Liga: 2014-15
• Vice-Campeão - La Liga: 2015-16
• 3ª Colocação - La Liga: 2017-18

#### Juventus
• Vice-Campeão - Supercopa da Itália: 2019
• Vice-Campeão - Copa da Itália: 2019–20
• 4.ª Colocação - Serie A: 2020-21

#### Al-Nassr
• Vice-Campeão - Copa do Rei: 2023–24
• Vice-Campeão - Campeonato Saudita: 2023–24
• Vice-Campeão - Supercopa da Arábia Saudita: 2024

#### Seleção Portuguesa
• Vice-Campeão - Eurocopa: 2004
• 4.ª Colocação - Copa do Mundo FIFA: 2006
• 3.ª Colocação - Eurocopa: 2012
• 3.ª Colocação - Copa das Confederações FIFA: 2017

## Prémios individuais
- Bola de Ouro: 2008, 2013, 2014, 2016, 2017
- Melhor jogador do mundo pela FIFA: 2008, 2013, 2014, 2016, 2017
- Onze d'Or: 2008, 2017
- Onze d'Argent: 2007, 2009 e 2012
- Melhor jogador do mundo pela FIFPro: 2008, 2013, 2014, 2016, 2017
- Prêmio especial FIFA: Jogador com mais golos Internacionais na História
- Melhor jogador do mundo pela revista World Soccer: 2008, 2013, 2014, 2016, 2017
- Melhor Jogador da UEFA na Europa: 2013–14, 2015–16, 2016–17
- Melhor Jogador de Clubes da UEFA: 2007–08
- Bota de Ouro da UEFA: 2007–08, 2010–11, 2013–14, 2014–15
- Avançado do ano da UEFA: 2007–08, 2016–17, 2017–18
- Prémio FIFA Ferenc Puskás: 2009
- CNID (Melhor desportista português do ano): 2007, 2008, 2009, 2011, 2012, 2013, 2015, 2016, 2017, 2018
- Jogador do ano da Federação Portuguesa de Futebol: 2015, 2016, 2017, 2018, 2019, 2020[3]
- Jogador do século da Federação Portuguesa de Futebol[4]
- Melhor jogador do mundo pela FIFPro: 2008
- Melhor jogador jovem do mundo pela FIFPro: 2004
- Melhor jogador do mundo pela Eurosport: 2016[5]
- Melhor jogador do mundo pela Goal 50: 2008, 2012, 2014, 2016, 2017[6]
- Melhor jogador do mundo pela revista FourFourTwo: 2008, 2013, 2014, 2016[7]
- Melhor jogador do mundo pelo portal dongqiudi: 2016, 2017[8][9]
- Melhor jogador do mundo pela ESPY Awards: 2018[10]
- Jogador do ano pelo Bleacher Report: 2013[11]
- Jogador do ano pelo The Guardian: 2014, 2016[12][13]
- Jogador do ano pelo Marca: 2014, 2016[14][15]
- Melhor jogador da história da Premier League pela Press Association[16]
- Jogador do ano pela Globe Soccer Awards: 2011, 2014, 2016, 2017, 2018, 2019[17][18]
- Jogador do ano pelo L'Équipe: 2016[19]
- El País - Rei da Europa: 2008, 2013, 2014, 2016[20][21]
- Trofeo Bravo: 2004
- Sir Matt Busby Player of the Year: 2003–04, 2006–07, 2007–08[22]
- Futebolista Jovem do Ano pela PFA: 2006–07
- Futebolista do Ano pela FWA: 2006–07, 2007–08
- Futebolista do Ano pela PFA: 2006–07, 2007–08
- Melhor jogador da Premier League: 2006–07, 2007–08[carece de fontes?]
- Jogador do mês na Premier League: Novembro de 2006, Dezembro de 2006, Janeiro de 2008, Março de 2008 e Setembro de 2021[23]
- Troféu EFE: 2012–13
- Seleção da década - 2000 (Sports Illustrated)[24]
- Troféu Alfredo Di Stéfano: 2011–12, 2012–13, 2013–14, 2015–16
- Troféu Pichichi: 2010–11, 2013–14, 2014–15
- Melhor atleta eleito pela ESPY Awards: 2014, 2016[25][26]
- Melhor avançado do ano pelo portal Goal.com: 2016[27]
- Jogador do mês da La Liga: Novembro de 2013, Maio de 2015, Maio de 2017
- El Mundo - Melhor jogador estrangeiro da La Liga: 2013[28]
- MVP da La Liga: 2012-13
- Jogador mais popular da La Liga: 2014-15
- Melhor avançado da La Liga: 2013–14
- Melhor jogador da La Liga: 2013–14[29]
- Melhor golo da La Liga: 2013–14[30]
- Atleta europeu do ano: 2016, 2017[31][32]
- Melhor golo da Liga dos Campeões da UEFA: 2017-18
- Melhor golo da Liga dos Campeões da UEFA por analistas: 2017-2018, 2018-19[33][34][35][36]
- Globe Soccer Awards golo do ano: 2018[37]
- Melhor jogador da história: Revista France Football,[38][39] Emissora Al Jazira,[40] Jornal MaisFutebol[41]
- Melhor golo da Liga das Nações da UEFA: 2018–19[42]
- Prémio jogador lenda pelo jornal Marca: 2019[43]
- Melhor jogador do Série A: 2018–19[44]
- Melhor atacante do Série A: 2020–21
- Gran Galà del Calcio: (Melhor jogador): 2019,[45] 2020

- Jogador do Mês da Serie A: Janeiro de 2020,[46] Novembro de 2020[47]
- Futebolista do Ano da Juventus: 2019–20, 2020–21[48]
- Prémio Golden Foot: 2020[49]
- Melhor marcador do mundo pela IFFHS: 2011, 2013, 2014, 2015,2023
- Melhor marcador internacional do mundo pela IFFHS: 2013, 2014, 2016, 2017, 2019
- Melhor marcador dos campeonatos de primeira divisão do mundo pela IFFHS: 2014, 2015,2020
- Melhor Jogador da UEFA pela IFFHS: 2020
- Melhor marcador nacional do século pela IFFHS: (2011-2020)
- Melhor marcador internacional do século pela IFFHS: (2011-2020)
- Melhor marcador do mundo na década pela IFFHS: (2011-2020)
- Melhor marcador do mundo no século XXI pela IFFHS
- Melhor marcador de todos os tempos pela IFFHS
- Jogador com mais partidas no século XXI - IFFHS
- Melhor jogador do século XXI: Globe Soccer Awards[50]
- Jogador do mês do Campeonato Saudita: agosto de 2023[51]
- 2.º melhor jogador da década (2011-2020) - IFFHS
- Melhor jogador do Médio Oriente pela Globe Soccer Awards: 2024

¹ e ²: Os prémios de Bola de Ouro da FIFA e Melhor Jogador do Mundo pela FIFA são equivalentes, porém, após o primeiro ter sido fundido com o extinto prêmio Ballon d'Or, entregue pela France Football, passou então a ter nova nomenclatura de Bola de Ouro em 2016 os prêmios voltaram a serem entregues separadamente como The Best e o retorno do Ballon d'Or.

### Coletivo
- FIFPro World XI: 2007, 2008, 2009, 2010, 2011, 2012, 2013, 2014, 2015, 2016, 2017, 2018, 2019, 2020, 2021
- Equipe do ano da UEFA: 2004, 2007, 2008, 2009, 2010, 2011, 2012, 2013, 2014, 2015, 2016, 2017, 2018, 2019, 2020[52]
- Equipe da Champions League: 2012/13, 2013/14, 2014/15, 2015/16, 2016/17, 2017/18, 2018/19
- Equipe do Ano pela PFA: 2005–06, 2006–07, 2007–08, 2008–09
- Equipe ideal do Campeonato Europeu: 2004, 2012, 2016
- Equipe do ano pela European Sports Magazines: 2006–07,2007–08, 2008–09, 2009–10, 2010–11, 2011–12, 2012–13, 2014–15, 2015–16, 2016–17[53]
- Equipe do ano pelo L'Équipe: 2011, 2012, 2013, 2014, 2016, 2017, 2018, 2020[54]
- Seleção da década das grandes ligas da Europa pela Goal 50[55]
- Seleção da década pela France Football[56]
- Equipe de sempre da Seleção Portuguesa de Futebol[57]
- Equipe de sempre do Campeonato Europeu[58]
- Melhor equipe do século XXI pela UEFA[59]
- Equipe Ideal do Campeonato do Mundo: 2018[60]
- Equipe ideal da Liga das Nações da UEFA: 2018–19[61]
- Bola de Ouro Dream Team: Melhor Ponta Esquerda da História
- IFFHS ALL TIME WORLD MEN'S DREAM TEAM

### Torneios
- Bota de ouro da Premier League: 2007–08
- Melhor Jogador da UEFA Champions League: 2007–08, 2013–14, 2015–16, 2016–17[62]
- Melhor Jogador da La Liga: 2011-12, 2012-13, 2013-14, 2015-16
- Melhor jogador da International Champions Cup: 2013[63]
- Melhor jogador do Troféu Santiago Bernabéu: 2017[64]
- Homem do Jogo da final da UEFA Champions League: 2016–17
- Melhor atacante da UEFA Champions League: 2007–08, 2016–17, 2017–18
- Melhor Jogador da Supertaça da UEFA: 2014[65]
- Bota de prata do Campeonato Europeu: 2016[66]
- Bola de ouro do Campeonato do Mundo de Clubes: 2016[67]
- Homem do jogo da final do Campeonato do Mundo de Clubes: 2016
- Troféu Alipay - Melhor Marcador da Fase Final da Liga das Nações da UEFA: 2018–19[68][69]
- MVP da Supertaça da Itália de 2020[70]

### Melhor marcador
- FA Cup de 2004–05: (4 golos)
- Premier League de 2007–08: (31 golos)
- Liga dos Campeões da UEFA de 2007–08: (8 golos)
- La Liga de 2010–11: (40 golos)
- Taça do Rei de 2010–11: (7 golos)
- Campeonato Europeu de Futebol de 2012: (3 golos)[71]
- Supertaça da Espanha de 2012: (2 golos)
- Liga dos Campeões da UEFA de 2012–13: (12 golos)
- La Liga de 2013–14: (31 golos)
- Liga dos Campeões da UEFA de 2013–14: (17 golos)
- Supertaça da UEFA de 2014: (2 golos)
- La Liga de 2014–15: (48 golos)
- Liga dos Campeões da UEFA de 2014–15: (10 golos)
- Liga dos Campeões da UEFA de 2015–16: (16 golos)
- Campeonato do Mundo de Clubes da FIFA de 2016: (4 golos)
- Liga dos Campeões da UEFA de 2016–17: (12 golos)
- Campeonato do Mundo de Clubes da FIFA de 2017: (2 golos)
- Liga dos Campeões da UEFA de 2017–18: (15 golos)
- Supertaça da Itália de 2018: (1 golo)
- Fase Final da Liga das Nações da UEFA de 2018–19: (3 golos)[72]
- Supertaça da Itália de 2020: (1 golo)
- Serie A de 2020–21: (29 golos)\m
- Campeonato Europeu de Futebol de 2020: (5 golos)
- Liga Profissional Saudita de 2023–24: (35 gols)
- Liga Profissional Saudita de 2024–25: (25 gols)[73]

### Melhor assistente
- FA Cup de 2003–04: (4 assistências)
- Premier League de 2006–07: (13 assistências)
- Campeonato Europeu de Futebol de 2008: (3 assistências)
- Campeonato do Mundo de Clubes da FIFA de 2014: (2 assistências)[74]

### Recordes e marcas mundiais
- Mais prémios do Globe Soccer Awards - Jogador do Ano: 6
- Maior número de golos marcados no Campeonato do Mundo de Clubes: 7 golos
- Maior número de golos marcados nas finais do Campeonato do Mundo de Clubes: 4 golos (partilhado com Lionel Messi 4)
- Único jogador que marcou em três Campeonato do Mundo de Clubes: 2008, 2016, 2017 (Compartilhado com Lionel Messi 2009,2011,2015)
- Único jogador que ganhou 2 Botas de Ouro do Campeonato do Mundo de Clubes
- Maior número de troféus no Campeonato Mundial de Clubes: 4 (compartilhado com Toni Kroos e Luka Modric)
- Primeiro jogador a aparecer no World FIFPro XI por 2 equipas diferentes
- Primeiro jogador a aparecer no World FIFPro XI por 3 equipas diferentes
- Maior número de aparições no World FIFPro XI: 14 vezes (2007–2020) (compartilhado com Lionel Messi)
- Maior número de golos internacionais em um ano (clube e equipa nacional): 32 golos (2017)
- Único jogador a vencer um título de liga, uma copa doméstica, uma supercopa doméstica, Champions League, Mundial de Clubes, Bola de Ouro e Bota de Ouro por 2 equipas diferentes (Manchester United e Real Madrid)
- Mais Campeonatos do Mundo da FIFA diferentes marcando golos: 4 (Compartilhado com Péle, Klose e Seeler)
- Mais torneios internacionais relevantes consecutivos marcando mais de 1 golo (Campeonato Europeu e Campeonato do Mundo)
- Mais torneios internacionais consecutivos marcando mais de 1 golo (Campeonato Europeu, Campeonato do Mundo, Liga das Nações e CONF)
- Único jogador a marcar um hat-trick na final da Campeonato do Mundo de Clubes (2016)
- Jogador mais velho a marcar um hat-trick no Campeonato do Mundo da FIFA: 33 anos, 4 meses e 10 dias
- Primeiro jogador a atingir 40 golos em uma liga profissional em duas temporadas consecutivas
- Primeiro jogador a marcar em cada minuto de um jogo
- Único jogador na história que marcou 60 ou mais golos em um ano civil quatro vezes (consecutivamente de 2011 a 2014)
- Único jogador a marcar mais de 50 golos por clube em cinco temporadas consecutivas
- Único jogador a marcar mais de 50 golos por clube em seis temporadas consecutivas
- Único jogador a marcar mais de 50 golos em sete anos consecutivos (de 2011 a 2017)
- Único jogador a marcar mais de 30 golos por clube e equipa nacional em 14 anos consecutivos (de 2007 a 2020)
- Jogador com mais golos internacionais na história: 128 golos
- Jogador com mais golos em jogos oficiais na história: 871 golos

### Recordes e marcas pela Europa
- Maior número de golos marcados na história da UEFA Champions League: 141 golos
- Mais assistências na UEFA Champions League: 41
- Jogador com mais golos em uma única época de mata-mata da UEFA Champions League: 10 golos em 2016/17 (compartilhado com Karim Benzema 2021-22)
- Maior vencedor do prémios do melhor Jogador do Ano da UEFA: 3
- Maior Número de Artilharias da UEFA Champions League: 7
- Único jogador a terminar o artilheiro da Liga dos Campeões da UEFA em seis temporadas consecutivas (2012–13 – 2017–18)
- Maior Artilheiro na história das 5 principais ligas da Europa
- Mais golos marcados contra um único adversário na UEFA Champions League 10 golos contra a Juventus
- Primeiro jogador a marcar mais de 50 golos na fase eliminatória da UEFA Champions League
- Primeiro jogador a marcar mais de 40 golos na fase eliminatória da UEFA Champions League
- Primeiro jogador a marcar 100 golos na UEFA Champions League
- Primeiro jogador a marcar 100 golos em competições europeias (97 golos de UCL, 1 golo de qualificação da UEFA Champions League, 2 golos da Supetaça da UEFA * quando o recorde foi alcançado)
- Mais golos nas quartas-de-final da UEFA Champions League: 20 golos
- Único jogador a marcar em todas as partidas da fase de grupos em uma única temporada da UEFA Champions League (2017–18) (Compartilhado com Sébastian Haller 2021-22)
- Mais hat-tricks em uma única temporada da UEFA Champions League: 3 hat-tricks em 2015–16
- Maior número de participações em Equipas do Ano da UEFA: 15 vezes
- Mais participações consecutivas na Equipa do Ano da UEFA: 14 vezes consecutivas (2007–2020)
- Maior número de golos marcados na fase de grupos da UEFA Champions League numa única época: 11 golos
- Mais golos na UEFA Champions League num ano civil: 19 golos em 2017
- Primeiro jogador a marcar pelo menos 10 golos em cinco temporadas da UEFA Champions League (feito consecutivamente)
- Primeiro jogador a marcar pelo menos 10 golos em seis temporadas da UEFA Champions League (feito consecutivamente)
- Primeiro jogador a marcar pelo menos 10 golos em sete temporadas da UEFA Champions League (feito consecutivamente)
- Mais hat-tricks na história da UEFA Champions League: 8 hat-tricks (compartilhado com Lionel Messi)
- Maior número de penalidade marcada na história da UEFA Champions League: 19 pênaltis
- Maior número de golos marcados numa época da UEFA Champions League: 17 golos (2013–14)
- Primeiro jogador a ganhar o European goloden Shoe em 2 ligas diferentes
- O primeiro jogador da história a superar mais de 30 golos em seis temporadas consecutivas em uma grande liga européia
- Maior número de golos marcados na fase eliminatória da UEFA Champions League: 60 golos
- Mais vitórias consecutivas na UEFA Champions League: 14 vitórias
- Mais jogos consecutivos marcando na UEFA Champions League: 11
- Único jogador a marcar mais de 15 golos na UEFA Champions League em um ano civil (3 vezes: 2013, 2015, 2017)
- Único jogador para estar entre os finalistas em 10 edições do Melhor Jogador da UEFA na Europa (2010–2019)
- Melhor marcador de sempre em competições europeias (incluindo as eliminatórias da UEFA Champions League e Supertaça da UEFA): 137 golos
- O primeiro jogador da história a superar 30 golos em cinco temporadas consecutivas em uma grande liga européia
- Jogador mais rápido para marcar 200 golos numa das 5 melhores ligas da Europa (La Liga)
- Jogador mais rápido para marcar 250 golos numa das 5 melhores ligas da Europa (La Liga)
- Mais golos marcados nas meias-finais da UEFA Champions League: 13 golos
- Primeiro jogador a marcar 400 golos nas 5 melhores ligas da Europa (Premier League, La Liga, Serie A)[75]
- Jogador com mais presenças em jogos da UEFA Champions League: 178[76]
- Jogador com mais golos de livre em jogos da UEFA Champions League[77]: 12 golos
- Maior número de golos na história do Campeonato Europeu: 14 golos
- Maior número de assistências na história do Campeonato Europeu: 6 assistências
- Jogador mais vitorioso das 5 Grandes Ligas da Europa: 426 vitórias
- Mais golos marcados nas 5 Grandes Ligas da Europa: 494 golos

### Recordes e marcas em Espanha
- Mais penalidades marcadas na história da La Liga: 63 pênaltis
- Primeiro jogador a marcar mais de 25 golos em cinco temporadas consecutivas da La Liga (partilhadas com Lionel Messi)
- Primeiro jogador a marcar mais de 25 golos em seis temporadas consecutivas da La Liga (partilhadas com Lionel Messi)
- Primeiro jogador a marcar mais de 25 golos em sete temporadas consecutivas da La Liga (partilhadas com Lionel Messi)
- Primeiro jogador a marcar mais de 25 golos em oito temporadas consecutivas da La Liga (partilhado com Lionel Messi)
- Primeiro jogador a marcar mais de 25 golos em nove temporadas consecutivas da La Liga (partilhadas com Lionel Messi)
- Único jogador na história da Liga para marcar mais de 20 golos em 8 épocas consecutivas (partilhado com Lionel Messi)
- Único jogador na história da Liga para marcar mais de 20 golos em 9 épocas consecutivas (partilhado com Lionel Messi)
- Único jogador a marcar mais de 40 golos em duas épocas consecutivas da La Liga
- Primeiro jogador a marcar mais de 30 golos em cinco temporadas consecutivas da La Liga
- Primeiro jogador a marcar mais de 30 golos em seis temporadas consecutivas da La Liga (2010–11 – 2015–16)
- A maioria dos hat-tricks no futebol espanhol: 37 hat-tricks
- Único jogador na história da Liga para marcar mais de 2 hat-tricks em 8 temporadas consecutivas
- O primeiro jogador a marcar contra todos as equipas da La Liga em uma única temporada
- O primeiro jogador a marcar em seis El Clásico consecutivos
- O primeiro jogador a marcar 20 golos fora em uma única temporada em La Liga
- Maior número de golos marcados em três jogos consecutivos da La Liga: 9 golos
- Primeiro jogador a marcar mais de 50 golos em quatro temporadas consecutivas no futebol espanhol
- A maioria dos hat-tricks na La Liga: 34 hat-tricks
- Único jogador a ganhar 3 prêmios LFP em uma temporada (2013–14): Melhor jogador, Melhor atacante e Melhor golo
- Jogador mais rápido da La Liga a marcar 150 golos no campeonato (140 jogos)
- Jogador mais rápido da La Liga a marcar 200 golos no campeonato (178 jogos)
- Jogador mais rápido para marcar 300 golos oficiais
- Melhor taxa de conversão de penalidade La Liga (de pelo menos 30 PK): 93%
- Melhor Media de golo de sempre em La Liga (mais de 100 jogos): 1,05
- Primeiro jogador a marcar mais de 40 golos em 3 temporadas da La Liga (partilhado com Lionel Messi)
- Maior número de hat-tricks em uma temporada: 8 hat-tricks (compartilhado com Lionel Messi)

### Recordes e marcas em Inglaterra
- Primeiro jogador a ganhar os quatro principais prêmios da PFA e FWA

### Recordes e marcas pelo Real Madrid
- Mais golos marcados no Dérbi de Madrid: 21 golos
- Único jogador do Real Madrid a marcar um hat-trick em um jogo da fase eliminatória da Liga dos Campeões (Compartilhado com Ronaldo Nazário)
- Mais rápido hat-trick na UEFA Champions League para o Real Madrid: 11 minutos
- Melhor marcador do Real Madrid, 461 golos
- Melhor marcador do Real Madrid na UEFA Champions League 106 golos
- Melhor marcador do Real Madrid na La Liga: 321 golos
- Maior número de golos marcados em uma temporada em todas as competições pelo Real Madrid: 61 golos
- Maior número de golos marcados em uma única temporada da La Liga pelo Real Madrid: 48 golos
- A maioria dos hat-tricks em uma única temporada para o Real Madrid: 8 hat-tricks
- Jogador mais rápido do Real Madrid para atingir 50 golos no campeonato
- Jogador mais rápido do Real Madrid para atingir os 100 golos da La Liga
- Jogador mais rápido do Real Madrid para atingir 200 golos oficiais
- Jogador mais rápido do Real Madrid para atingir 250 golos oficiais
- O primeiro jogador do Real Madrid a marcar nos primeiros quatro jogos da liga de uma temporada
- O primeiro jogador do Real Madrid a superar 30 golos em duas temporadas consecutivas da La Liga
- O primeiro jogador do Real Madrid a superar 30 golos em três temporadas consecutivas da La Liga
- O primeiro jogador do Real Madrid a superar 30 golos em quatro temporadas consecutivas da La Liga
- O primeiro jogador do Real Madrid a superar 30 golos em cinco temporadas consecutivas da La Liga
- Primeiro jogador do Real Madrid a fazer golos todos os dias da semana
- Maior número de golos marcados nos jogos da Supertaça da UEFA: 2 golos
- O primeiro jogador do Real Madrid a ganhar 2 European goloden Shoes
- O primeiro jogador do Real Madrid a ganhar 3 European goloden Shoes
- O primeiro jogador do Real Madrid a ganhar 4 European goloden Shoes
- Primeiro jogador a marcar mais de 50 golos em uma temporada
- Primeiro jogador a marcar mais de 50 golos em 2 temporadas (fez consecutivamente)
- Primeiro jogador a marcar mais de 50 golos em 3 temporadas (fez consecutivamente)
- Primeiro jogador a marcar mais de 50 golos em 4 temporadas (fez consecutivamente)
- Primeiro jogador a marcar mais de 50 golos em 5 temporadas (fez consecutivamente)
- Primeiro jogador a marcar mais de 50 golos em 6 temporadas (fez consecutivamente)

### Recordes e marcas pelo Manchester United
- Maior número de golos em uma temporada da Premier League pelo Manchester United: 31 golos
- Venda recorde de um jogador do Manchester United: £ 80 milhões
- Primeiro e único jogador do Manchester United a ganhar a Bota de Ouro da UEFA
- Primeiro e único jogador do Manchester United a ganhar o Melhor jogador do mundo pela FIFA
- Primeiro e único jogador do Manchester United a ganhar o Prémio FIFA Ferenc Puskás
- Único jogador do Manchester United a marcar em 5 jogos consecutivos de UEFA Champions League

### Recordes e marcas pela Juventus
- Jogador mais rápido a marcar 10 golos pela Juventus[78]
- Maior artilheiro da Juventus em uma única temporada: 37 gols (2019-20)[79]
- Jogador que mais vezes marcou em jogos seguidos do Campeonato Italiano pela Juventus: 11 Partidas seguidas[80]
- Jogador mais rápido a marcar 50 golos pela Juventus no Campeonato Italiano: 61 Jogos
- Jogador mais rápido a marcar 100 golos pela Juventus: 131 Jogos

### Recordes e marcas por Portugal
- Maior número de golos marcados nas Eliminatórias do Campeonato do Mundo da Europa: 30 golos
- Mais golos em jogos competitivos por Portugal: 95 golos
- Mais internacionalizações: 184
- Jogador mais rápido a alcançar 100 internalizações por Portugal: 27 anos, 8 meses e 11 dias
- Melhor marcador de Portugal em todos os tempos: 115 golos
- Melhor marcador de Portugal nos jogos do Campeonato Europeu: 14 golos
- Melhor assistente de Portugal nos jogos do Campeonato Europeu: 6 assistências
- Jogador mais jovem a atingir 100 internacionalizações: 27 anos, 8 meses e 11 dias
- Único jogador a marcar para Portugal em 5 Campeonatos do Mundo diferentes
- Jogador com mais jogos por Portugal no Campeonato do Mundo: 17 jogos
- Jogador com mais "hat-tricks" por Portugal: 10 "hat-tricks"
- Jogador com mais golos de livre por Portugal: 10 golos

Fonte dos recordes e marcas[carece de fontes?]

### Honrarias
- Sócio Honorário do Sporting Clube de Portugal[81]
- Sócio Honorário do Clube de Futebol Andorinha de Santo António[82]
- Embaixador da ONG Save the Children[83]

### Condecorações
O jogador recebeu as seguintes condecorações:
- Oficial da Ordem do Infante D. Henrique de Portugal (5 de julho de 2004)
- Medalha de Mérito da Ordem de Nossa Senhora da Conceição de Vila Viçosa de Portugal (30 de agosto de 2006)[85]
- Grande-Oficial da Ordem do Infante D. Henrique de Portugal (7 de janeiro de 2014)[86]
- Comendador da Ordem do Mérito (10 de julho de 2016)